# سرپوخوین
| پرمین                                                       | سیسورالین  | آسلین     | → پس از آن  |
| کربنیفر                                                     | پنسیلوانین | گژلین     | ۲۹۸٫۹–۳۰۳٫۷ |
| کربنیفر                                                     | پنسیلوانین | کازیمووین | ۳۰۳٫۷–۳۰۷٫۰ |
| کربنیفر                                                     | پنسیلوانین | مسکوین    | ۳۰۷٫۰–۳۱۵٫۲ |
| کربنیفر                                                     | پنسیلوانین | باشکیرین  | ۳۱۵٫۲–۳۲۳٫۲ |
| کربنیفر                                                     | میسیسیپین  | سرپوخووین | ۳۲۳٫۲–۳۳۰٫۹ |
| کربنیفر                                                     | میسیسیپین  | ویزین     | ۳۳۰٫۹–۳۴۶٫۷ |
| کربنیفر                                                     | میسیسیپین  | تورنزین   | ۳۴۶٫۷–۳۵۸٫۹ |
| دوونین                                                      | پسین       | فامنین    | → پیش از آن |
| بخش‌بندی‌های دوره کربنیفر بر پایه کمیسیون بین‌المللی چینه‌شناسی |            |           |             |

سرپوخوین (انگلیسی: Serpukhovian) در مقیاس زمانی زمین‌شناسی کمیسیون بین‌المللی چینه‌شناسی بالاترین اشکوب یاد جدیدترین عصر از ردیف میسیسیپین است که قدیمی‌ترین زیرسامانه از دوره کربنیفر به‌شمار می‌رود. سرپوخوین در ستون چینه‌شناسی پس از اشکوب ویزین و پیش از باشکیرین جای می‌گیرد. این اشکوب حدود ۳۳۰٫۹ میلیون سال پیش آغاز شده و تا ۳۲۳٫۲ میلیون سال پیش ادامه یافت.

## نام‌گذاری
نام این اشکوب از شهر سرپوخوف در نزدیکی مسکو گرفته شده است.